# هوراس كاربينتير
هوراس كاربينتير هو سياسي أمريكي، ولد في يوليو 1824 في غالواي في الولايات المتحدة، وتوفي في 31 يناير 1918 في نيويورك في الولايات المتحدة.